# Rio Bârlogeaua
O Rio Bârlogeaua é um rio da Romênia afluente do Rio Pleşu, localizado no distrito de Gorj.